# The Black Cat (1934)
The Black Cat is een Amerikaanse horrorfilm uit 1934 onder regie van Edgar G. Ulmer.

## Verhaal
Peter en Joan Alison zijn op huwelijksreis in Hongarije. In de trein moeten ze hun compartiment delen met de psychiater Vitus Werdegast, die de Oostenrijkse architect Hjalmar Poelzig gaat bezoeken. Wanneer hun taxi een ongeval heeft en Joan gewond raakt, neemt dr. Werdegast het stel mee naar Poelzig. De architect blijkt een duivelaanbidder te zijn en hij wil Joan offeren in een satanisch ritueel.

## Rolverdeling
| Acteur        | Personage           |
| ------------- | ------------------- |
| Boris Karloff | Hjalmar Poelzig     |
| Béla Lugosi   | Dr. Vitus Werdegast |
| David Manners | Peter Alison        |
| Julie Bishop  | Joan Alison         |
| Egon Brecher  | Majordomus          |
| Harry Cording | Thamal              |
| Lucille Lund  | Karen               |
| Henry Armetta | Sergeant            |
| Albert Conti  | Luitenant           |